# Doddaguli, Kanakapura
Doddaguli là một làng thuộc tehsil Kanakapura, huyện Ramanagara, bang Karnataka, Ấn Độ.